# Bernardo Bertolucci
Bernardo Bertolucci   (Parma, 16 de març de 1941 - Roma, 22 de novembre de 2018) fou un director de cinema i guionista italià.

## Biografia
Bernardo Bertolucci és el fill gran del poeta Attilio Bertolucci i germà de Giuseppe Bertolucci. Va començar a escriure als 15 anys i poc després va ser recompensat pel seu treball. Va rebre el Premio Viareggio. Va estudiar a la Universitat de Roma, on va guanyar-se una certa fama com a poeta. Va iniciar-se en el món del cinema realitzant curtmetratges en 16 mm amb el seu germà. Després es va convertir en l'assistent de Pier Paolo Pasolini a Accattone Més tard també va treballar amb Sergio Leone i Dario Argento en el guió d’Fins que li va arribar l'hora. Un any després, s'estrenava com a director amb La commare seca. La seva segona pel·lícula, Prima della rivoluzione, inspirada en La cartoixa de Parma de Stendhal, va ser aclamada per la crítica i va marcar la renovació del cinema d'autor italià dels anys 60. El tema de l'ambigüitat política i sexual s'il·lustra amb una posada en escena que reivindica un cert gongorisme en la seva sofisticació visual i estil coreografiat.
El 1972, la seva pel·lícula Il conformista va ser candidata a l'Oscar per al millor guió adaptat.
Als anys 70 va filmar per a televisió Strategia del ragno, de Borges. L'últim tango a París, interpretat per Marlon Brando i Maria Schneider, provoca un escàndol a Itàlia per una relació molt sulfurosa entre un home madur i una jove, que inclou una escena de sodomia i una seqüència on l'heroi insulta el cos de la seva dona morta.
Bertolucci apareix en un documental de tres parts, Italian Writers and Writers' Italy: ombres i preguntes, al programa Italiques per parlar de la relació entre el cinema i la literatura els anys 1973 i 1974 El seu cinema vol ser fidel a una certa mirada política. En aquest sentit, reflecteix una visió èpica i romàntica però intransigent de la història italiana (Novecento, El conformista). La lluna evoca una difícil relació entre una cantant i el seu fill i La tragèdia d'un home ridícul és una faula pessimista que va suposar a Ugo Tognazzi el premi al millor actor a Cannes el 1981.
És el convidat del Cinema d'estiu de les Trobades Cinematogràfiques de Digne-les-Bains, per iniciativa de Jean-Pierre Castagna, l'any 1988
L'últim emperador, rodat en gran part a la Ciutat Prohibida de Pequín, representa el tràgic destí de l'últim emperador de la Xina de la dinastia Manxú: Pu Yi, col·locat al tron als tres anys. Un triomf internacional, la pel·lícula va guanyar nou Oscars, inclosos els de millor pel·lícula i millor director el 1988. És la primera part d'una trilogia espiritual i oriental completada per The Sheltering Sky i El petit buda.
El treball amb Pasolini és una influència que ha marcat tota la seva obra posterior, juntament amb l'obra d'altres directors com Godard, Kurosawa o els neorealistes.
El seu és un cinema d'autor compromès políticament amb idees d'esquerres. Els seus trets més característics són un acurat ús de la càmera i del muntatge, i el treball de la fotografia amb finalitats simbòliques.
El 2011, va rebre, de mans de Gilles Jacob, la Palma d'Honor a Cannes per tota la seva obra.
Bertolucci va morir de càncer el 26 novembre 2018 a Roma, als 77 anys. Va ser incinerat i després es van dispersar les seves cendres.

### Participació en jurats

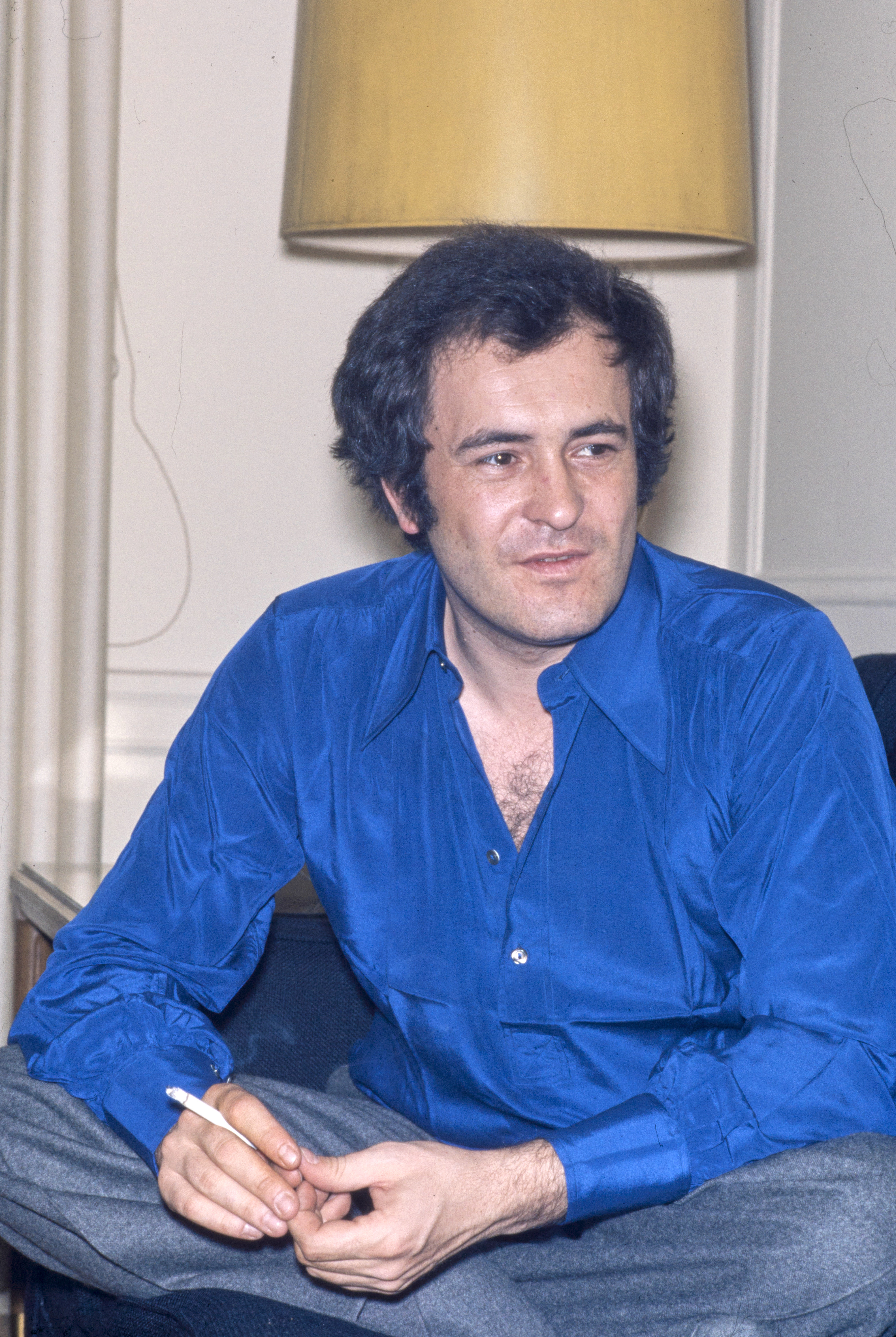
Bertolucci el 1971.

El 1985, Bertolucci va ser membre del jurat del 1er Festival Internacional de Cinema de Tòquio.
El 1990, va presidir el 43 Festival de Cannes on el jurat va atorgar la Palma d'Or a Cor salvatge de David Lynch
També és president del jurat del Festival de Cinema de Venècia dues vegades: la primera vegada l'any 1983 (sota la seva presidència, el Lleó d'Or va ser atorgat a Prénom Carmen de Jean-Luc Godard), i la segona, l'any 2013 (el seu jurat va coronar el documental Sacro GRA de Gianfranco Rosi amb el Lleó d'Or).

## Estil
La majoria dels seus films transcorren en escenaris aparentment intranscendents -grisos, si es vol- per a l'espectador occidental estàndard, amb la important excepció d'un grup de pel·lícules ambientades en llocs més exòtics (The Last Emperor, The Sheltering Sky i Little Buddha).
Però, és destacable el fet que la contextualització de l'acció en escenaris europeus defuig el recurs als tòpics (ni en Ultimo Tango a Parigi hi veiem la torre Eiffel ni en Besieged el Coliseu, per entendre'ns). El lloc de l'acció sembla, doncs, una mica accessori al seu devenir, insistint en les importants excepcions abans esmentades. Podríem dir que les narracions de Bertolucci parteixen de la quotidianitat per a descobrir-hi el sorgiment de la història.
Caldria remarcar també el contrast entre espais oberts i tancats: en Ultimo Tango... aquesta contraposició resulta especialment clara (la vida dels dos protagonistes és totalment diferent dins de l'apartament de com ho és a l'exterior). També en The Sheltering Sky, la protagonista és reclosa pel seu amant beduí en una minúscula estança, que contrasta amb la immensitat del desert circumdant. En Besieged, la vida de Shandurai, la jove hostessa del senyor Kinsky, a casa d'aquest, s'allunya de la seva vida exterior com a estudiant de medicina.
Els elements que apareixen en escena poden tenir una funcionalitat simbòlica, en el que seria una clara mostra de la influència de Pasolini. Per exemple, en Ultimo Tango..., en el moment en què Jeanne i Paul es troben a l'apartament per primer cop, hi ha un mirall partit que divideix Jeanne en dues, metàfora clara de la dualitat del personatge (l'amant de Paul a l'apartament, una noia desconeguda a l'exterior).
En Besieged, hi trobem també una bella manera d'explicar les coses visualment: el piano baixant per la façana de casa de Kinsky fins al camió significa l'acte d'infinit amor envers Shandurai, renunciant fins i tot a allò que donava sentit a la seva vida (Kinsky és músic). Un darrer exemple, en aquest cas d'ús simbòlic de l'espai, és l'escena de Luna en què Joe demana al seu fals pare que es quedi i que no acompanyi la seva mare, al balcó de casa seva. Entre ambdós personatges una columna ens parla, visualment, de distància i ruptura.
Un dels aspectes que reflecteix les influències de Bertolucci, esmentades abans, és la sinceritat respecte als decorats: els plans ens mostren obertament que l'acció s'ha rodat sense recórrer a la "mentida" d'un plató: les finestres, sobretot, ens mostren en tot moment que l'acció transcorre en el lloc on se'ns ha ubicat mitjançant els exteriors (la ciutat en Ultimo Tango..., el camp en Novecento, etc.).
D'aquesta manera, Bertolucci cerca la poesia en la quotidianitat, fent una lectura artística de la realitat i acostant-se, així, als postulats estètics de moviments com el surrealisme o el neorealisme italià.
El que acabem de dir de les localitzacions ocorre d'igual manera amb els personatges: són éssers "normals", inscrits en aquesta quotidianitat que sembla que ens vulgui mostrar. Novament, topem amb les excepcions de Little Buddah i The Last Emperor, en què els protagonistes gaudeixen d'una posició social excepcional per a l'"espectador estàndard".
La no-ocultació d'elements polèmics com el sexe, la droga o la violència (recordeu les crítiques que va generar l'estrena d'Ultimo Tango a Parigi) tindria, doncs, una primera explicació en la idea que són esdeveniments naturals, quotidians, captats per la càmera de manera, doncs, casual, ja que se'ns estava mostrant la realitat del que succeïa en aquell moment. Podria entendre's com una integració del documental i la ficció. Evidentment, això seria un primer nivell de lectura, però Bertolucci també es preocupa per fer veure a l'espectador que el que es mostra a la pantalla és un constructe, com veurem més endavant.
Gran part de l'estil visual de Bertolucci és obra del seu habitual director de fotografia, Vitorio Storaro, que té una teoria pròpia sobre l'ús de la llum i el color. En les pel·lícules en què no hi treballa Storaro, s'hi manté una atmosfera similar a les creades per ell.
Aquest treball sobre els aspectes lumínics genera la sensació que existeix un discurs subterrani sota la trama de la pel·lícula, i facilita a l'espectador una sensació de poesia visual, amplificada per un discurs simbòlic paral·lel, aquest sí sota la responsabilitat total del director. El film més representatiu en aquest darrer aspecte seria Luna, en què molts dels elements presentats permeten una lectura psicoanalítica (ganivets, vidres i miralls, el tren, la mateixa lluna...). Però -retornant a la fotografia-, en aquesta pel·lícula se'ns fa veure que existeix una oposició mare/fill mitjançant el color (càlid/fred, blanc/negre). Aquestes oposicions són el més evident del treball de Storaro. També són fàcilment observables en Ultimo Tango... (llum/ombra, verd/ocre) o The Sheltering Sky (càlid/fred), per exemple.
Continuant amb el discurs simbòlic de Luna, hi ha una altra constant de Bertolucci: una funció simbòlica del muntatge. Un procediment habitual de treball de Bertolucci és l'ús del pla-seqüència (la primera part de Novecento és exemplar en aquest sentit): una única presa per a presentar-nos accions contigües, de manera que la càmera passa d'una estança a una altra sense cap tall. En canvi, en Luna, el muntatge per tall es presenta claríssimament durant la confrontació mare-fill, de manera que ambdós personatges no coincideixen mai en un únic pla: se'ns reforça la idea de ruptura d'una manera visual. En els moments de major proximitat afectiva sí que s'empren plans que engloben els dos personatges, i fins i tot el pla-seqüència.
La freqüència amb què apareixen moviments de càmera és altíssima: l'espai s'explora amb el moviment de la càmera més que mitjançant la seva fragmentació en múltiples plans. Una altra característica del pla-seqüència en Bertolucci és la seva integració en l'espai: solen presentar-se elements arquitectònics en un primer pla (columnes, finestres, portes), entre els quals veiem, en un segon pla visual, l'acció dels actors. Per tot això, podríem parlar d'una qualitat tàctil del cinema de Bertolucci: la càmera es desplaça, integrada, entre l'arquitectura, mentre visualment ens va descobrint l'acció.
En darrer lloc, és ineludible esmentar el treball amb el so d'aquest director, car sovint -sobretot en els pròlegs de les seves pel·lícules- no hi ha diàlegs, sinó que el so ambient domina la narració. Bertolucci també juga molt amb les músiques i els sorolls, mostrant un clar interès pel missatge auditiu que no tots els directors de cinema tenen present quan fan el seu treball.

## Filmografia (com a director)
Les seves pel·lícules més destacades són:
- 1956. Il Teleferico (curtmetratge en 16 mm)
- 1956. Morte di un maiale (curtmetratge en 16 mm)
- 1962. La commare secca
- 1964. Prima della rivoluzione
- 1966. La via del petrolio (documental per a TV)
- 1966. Il canale (curtmetratge documental)
- 1968. Amore e Rabbia (episodi "Agonia")
- 1968. Partner
- 1970. La strategia del ragno
- 1970. Il conformista
- 1971. La salute e'malata o i poveri mudino prima (documental)
- 1972. L'últim tango a París (Ultimo tango a Parigi/ Last tango in Paris)
- 1976. Novecento
- 1977. Silenzio e complicita
- 1979. La lluna
- 1981. La tragedia di un uomo ridicolo
- 1987. L'últim emperador (The Last Emperor)
- 1990. The Sheltering Sky
- 1993. El petit buda (Little Buddha)
- 1995. Bellesa robada (Stealing Beauty)
- 1998. Besieged
- 1998. 12 registi per 12 città (fragment "Bologna")
- 2002. Ten Minutes Older: The Cello (episodi "Histoire d'eaux")
- 2003. Els somiadors
- 2012. Io e te

## Premis i nominacions

### Premis
- 1987: Oscar al millor director per L'últim emperador
- 1987: Oscar al millor guió adaptat per L'últim emperador
- 1988: Globus d'Or al millor director per L'últim emperador
- 1988: Globus d'Or al millor guió per L'últim emperador
- 1989: BAFTA a la millor pel·lícula per L'últim emperador
- 1988: César a la millor pel·lícula estrangera per L'últim emperador
- 2007: Lleó d'Or per la carrera

### Nominacions
- 1969: Os d'Or per Amore e rabbia
- 1970: Os d'Or per Il conformista
- 1972: Oscar al millor guió adaptat per Il conformista
- 1974: Oscar al millor director per L'últim tango a París
- 1974: Globus d'Or al millor director per L'últim tango a París
- 1981: Palma d'Or per La tragedia di un uomo ridicolo
- 1989: BAFTA al millor director per L'últim emperador
- 1991: Globus d'Or al millor director per The Sheltering Sky
- 1996: Palma d'Or per Stealing Beauty